# Victoria-Swan Lake (circonscription britanno-colombienne)
Pour les articles homonymes, voir Victoria.
Circonscription électorale provinciale du Canada
Victoria-Swan Lake est une circonscription provinciale de la Colombie-Britannique représentée à l'Assemblée législative de la Colombie-Britannique depuis 2009.

## Géographie
En 2020, la circonscription représente les quartiers Burnside-Gorge, Hillside-Quadra et Oaklands dans le nord de la ville de Victoria, ainsi que les quartiers de Tillicum-Gorge, Uptown et Quadra-Cedar Hill dans le sud de la ville de Saanich dans le district régional de la Capitale.

## Liste des députés
| Législature                                                   | Années                                                        | Député                                                        | Député                                                        | Parti                                                         |
| Victoria-Swan Lake Circonscription issue de Victoria-Hillside | Victoria-Swan Lake Circonscription issue de Victoria-Hillside | Victoria-Swan Lake Circonscription issue de Victoria-Hillside | Victoria-Swan Lake Circonscription issue de Victoria-Hillside | Victoria-Swan Lake Circonscription issue de Victoria-Hillside |
| ------------------------------------------------------------- | ------------------------------------------------------------- | ------------------------------------------------------------- | ------------------------------------------------------------- | ------------------------------------------------------------- |
| 39e                                                           | 2009–2013                                                     |                                                               | Rob Fleming (en)                                              | Néo-démocrate                                                 |
| 40e                                                           | 2013–2017                                                     |                                                               | Rob Fleming (en)                                              | Néo-démocrate                                                 |
| 41e                                                           | 2017–2020                                                     |                                                               | Rob Fleming (en)                                              | Néo-démocrate                                                 |
| 42e                                                           | 2020–2024                                                     |                                                               | Rob Fleming (en)                                              | Néo-démocrate                                                 |
| 43e                                                           | 2024–en cours                                                 |                                                               | Nina Krieger (en)                                             | Néo-démocrate                                                 |

## Résultats électoraux

Frontière de la circonscription en 2015.
Frontière de la circonscription en 2023.